# Encrinuridae
Famille
Les Encrinuridae constituent une famille fossile de trilobites de l'ordre des Phacopida et du sous-ordre des Cheirurina.

## Classification
La famille des Encrinuridae est décrite en 1854 par le paléontologue suédois Nils Peter Angelin (1805-1876).

### Collections
Selon Paleobiology Database en 2024, le nombre de collections référencées est de 981.
Ces collections sont datées du Billingen de l'Ordovicien inférieur au Lochkovien du Dévonien inférieur, soit de 474,8 à 410,8 Ma avant notre ère.

## Liste des genres
Aegrotocatellus - Alwynulus - Atractocybeloides - Atractopyge - Avalanchurus - Balizoma - Batocara - Bevanopsis - Billevittia - Brianurus - Celtencrinurus - Coronocephalus - Cromus - Curriella - Cybele - Cybeloides - Cybelurus - Dayongia - Deacybele - Dindymene - Distyrax - Dnestrovites - Elsarella - Encrinuroides - Encrinurus - Eodindymene - Erratencrinurus - Fragiscutum - Frammia - Frencrinuroides - Johntempleia - Kailia - Koksorenus - Langgonia - Lasaguaditas - Libertella - Lyrapyge - Mackenziurus - Mitchellaspis - Nucleurus - Oedicybele - Paracybeloides - Paraencrinurus - Parakailia - Perirehaedulus - Perryus - Physemataspis - Plasiaspis - Prophysemataspis - Prostrix - Rongxiella - Sinocybele - Staurocephalus - Stiktocybele - Struszia - Tewonia - Walencrinuroides - Wallacia - Wuoaspis